# Алексевнина, Маргарита Степановна
Маргари́та Степа́новна Алексе́внина (2 мая 1938, г. Верхняя Пышма, Свердловская область, СССР) — советский, российский учёный, гидробиолог, профессор.
Руководитель Пермского отделения Всесоюзного гидробиологического общества (1975—2015). Соавтор исследований по гидробиологии российского и международного уровня. Вместе с Ю. М. Матарзиным являлась организатором всероссийских совещаний «Биологические ресурсы водоемов Урала».

## Биография
В 1961 г. окончила биологический факультет Пермского университета.
В 1961—1964 гг. — младший научный сотрудник лаборатории ихтиологии КаспНИРО (г. Астрахань), в 1964—1968 и 1971—1974 гг. — ассистент кафедры ихтиологии и рыбоводства Астраханского технического института рыбной промышленности и хозяйства.
В 1968—1971 гг. — аспирант лаборатории питания и трофических связей Всесоюзного научно-исследовательского института рыбного хозяйства и океанографии (ВНИРО, г. Москва). В 1973 году получила степень кандидата биологических наук.
В 1974 году в связи с уходом известного гидробиолога В. В. Громова была приглашена на работу в Пермский университет на должность ст. преподавателя, а затем — доцента кабинета гидробиологии.
В 1983—2001 год — заведующий кафедрой зоологии беспозвоночных и водной экологии Пермского университета. С 1999 по 2019 год — профессор кафедры зоологии беспозвоночных и водной экологии.

## Научная деятельность
Область научных интересов — хирономиды, их продукция и роль в питании рыб; закономерности формирования гидрофауны водохранилищ под воздействием промышленных загрязнений.
Свою научную деятельность начинала в 1961 году лаборатории ихтиологии КаспНИРО, которой руководил известный ихтиолог Е. Н. Казанчеев, выполняла исследования по оценке урожайности молоди промысловых рыб Волжско-Каспийского бассейна, участвовала в многочисленных экспедициях по Каспийскому морю и в дельте Волги, готовила ежегодные отчёты по теме и научные статьи. В то время также сотрудничала с Г. Г. Винбергом, считая его своим духовным учителем.
Защищённая в 1973 году кандидатская диссертация «Хирономиды дельты Волги, их продукция и роль в питании рыб» была подготовлена на базе Астраханского госзаповедника под руководством канд. биол. наук Е. А. Яблонской. Официальными оппонентами выступили выдающиеся гидробиологи А. С. Константинов и Н. С. Калугина.
В начале 1980-х вместе с гидрологом Ю. М. Матарзиным являлась организатором всероссийских совещаний «Биологические ресурсы водоемов Урала, их охрана и рациональное использование». Совещания стали центром междисциплинарных биологических и гидрологических исследований, имели большой резонанс. К их материалам обращаются по сей день 
Один из значимых этапов научной деятельности — участие в подготовке монографии «Мотыль Chironomus plumosus L.», опубликованной по программе ЮНЕСКО «Человек и биосфера» (Москва: Наука, 1983) при сотрудничестве с такими учёными, как профессор МГУ Н. Ю. Соколова, д. биол. наук, завлабораторией института биологии внутренних вод имени И. Д. Папанина АН СССР А. И. Шилова, д. биол. наук, проф. Саратовского мединститута С. И. Белянина и др. В монографии обобщались результаты исследований авторов и литературные данные по распространению, морфологии, систематике, экологии, продукции мотыля — известного как популярнейшая насадка при ловле рыбы.
Начиная с 1975 года, М. С. Алексевнина — руководитель многолетнего мониторинга гидрофауны Воткинского водохранилища на траверзе г. Оханска, проводимого на базе Камской биологической станции. До 2015 г. на станции проходили производственную практику студенты биологического факультета, выполнявшие курсовые и дипломные работы по сезонной и межгодовой динамике зообентоса Воткинского водохранилища под руководством М. С. Алексевниной, Н. М. Гореликовой и Е. В. Пресновой.
Многочисленные исследования Воткинского водохранилища сотрудников ПГНИУ, Естественно-научного института при университете и Пермского филиала ФГБНУ «ВНИРО», были обобщены в коллективной монографии «Биология Воткинского водохранилища» (Иркутск, 1988). Научным редактором монографии и соавтором нескольких разделов выступила М. С. Алексевнина.
Также является соавтором коллективной монографии «Животные Прикамья. Беспозвоночные» (Пермь, 2001), обобщающей данные по беспозвоночным одного из обширнейших регионов России.
Входила в международный коллектив авторов монументальной работы «Rivers of Europe» (Academic Press, 2009), подробно обозревающим реки Европы, с материалом о бентофауне р. Камы и её изменениях в связи с постройкой водохранилищ , .
Имеет более 200 научных работ, часть из которых была опубликована в таких крупных отраслевых научных изданиях, как «Гидробиологический журнал СССР», «Зоологический журнал», «Труды ВНИРО», «Рыбное хозяйство», «Вестнике Пермского университета. Серия: Биология», такими издательствами, как «Наука», «Academic Press» и пр.
Редактор многих тематических сборников, посвященных гидрофауне камских водохранилищ.
Принимала участие в работе международных, всесоюзных и региональных конференциях и симпозиумах.
Много лет руководила Пермским отделением Всесоюзного гидробиологического общества (1975—2015).
Под руководством М. С. Алексевниной подготовлено и защищено 5 кандидатских диссертаций: Паньков Н. Н. Структурные и функциональные характеристики сообществ зообентоса реки Сылвы (бассейн Камы) (1997); Преснова Е. В. Свободноживущие нематоды Воткинского водохранилища (видовой состав, закономерности качественного и количественного распределения, жизненные циклы) (1997, совместно с С. Я. Цалолихиным); Беляева П. Г. Современное состояние фитоперифитона и его роль в экосистеме среднего течения р. Сылвы (бассейн Камы) (2002); Поздеев И. В. Роль личинок хирономид в донных сообществах рек бассейна Верхней и Средней Камы (2006); Истомина А. М. Структура и функционирование донных биоценозов Камского водохранилища (2007).
В соавторстве со своими учениками — И. В. Поздеевым и Е. В. Пресновой для студентов-гидробиологов и экологов университета подготовлены учебные пособия: «Экосистемы морей», «Лимнология», «Санитарная гидробиология с основами водной токсикологии». Кроме того, ими пользуются учащиеся школ Пермского края, изучающие водные экосистемы, анализируя донную фауну и флоры водоёмов.

## Избранные работы

### Книги
1. Соколова Н. Ю., Алексевнина М. С., Линевич А. А., Шилова А. И. и др. Мотыль Chironomus plumosus L. (Diptera, Chironomidae): Систематика, морфология, экология, продукция / Отв. ред. и авт. предисл. Н. Ю. Соколова. М.: Наука, 1983. 309 с.
2. Биология Воткинского водохранилища / Под. ред. М. С. Алексевниной. Иркутск: Иркутский государственный университет, 1988. 184 с.
3. Животные Прикамья. Кн. 1 : Беспозвоночные / Ю. К. Воронин [и др.]; науч. ред. М. С. Алексевнина. Пермь : Книжный мир, 2001. 183 с.
4. Экология Пермской области на рубеже XXI века (1997—2002 гг.) / Управление по охране окружающей среды Пермской области. — Пермь : Книжный мир, 2004. 64 с.
5. Rivers of Europe. First Edition (Klement Tockner, Urs Uehlinger, and Christopher T. Robinson). Volga River Basin (Chapter 2) / 2.9. Major Tributaries of the Volga River. Academic Press, Elsevier, 2009. Р. 23-59. 728 p.
6. Алексевнина М. С., Есюнин С. Л., Крашенинников А. Б., Кутузова Т. М., Лямин М. Я., Паньков Н. Н., Преснова Е. В., Тиунов А. В. 2014. Атлас-определитель беспозвоночных животных города Перми: монография. Пермь, 2014. 151 с.

### Учебные пособия
1. Воткинское водохранилище : текст лекций / Н. М. Гореликова, М. С. Алексевнина ; Перм. гос. ун-т. Пермь : Изд-во ПГУ, 1986. 56 с.
2. Методика изучения высшей водной растительности и фауны обрастаний : [Метод. указ. для учителей, педагогов доп. образования и учащихся…] / Перм. гос. ун-т, Обл. экол.-натуралист. центр; Сост. М. С. Алексевнина, Л. В. Новоселова. Пермь : ПГУ, 2003. 60 с.
3. Методика сбора и обработки зообентоса водоемов и оценка их экологического состояния по биологическим показателям : [Метод. рекоменд. для учителей, педагогов доп. образования и учащихся школ…] / Перм. гос. ун-т, Обл. экол.-натуралист. центр; Сост. М. С. Алексевнина. Пермь : ПГУ, 2003. 49 с.
4. Алексевнина М. С., Поздеев И. В. Экосистемы морей: учеб. пособие. Перм. гос. ун-т. Пермь, 2009. 142 с.
5. Лимнология. Учебное пособие для студентов биологического факультета, обучающихся по направлениям «Биология» и «Экология и природопользование» / М. С. Алексевнина, Е. В. Преснова. Министерство образования и науки Российской Федерации, Пермский государственный национальный исследовательский университет. Пермь, 2012. 187 с.
6. Алексевнина М. С., Поздеев И. В. Санитарная гидробиология с основами водной токсикологии: учеб. пособие. Перм. гос. ун-т. Пермь, 2016. 205 с.
7. Поздеев И. В., Алексевнина М. С. Научно-исследовательская практика по гидробиологии. Методы исследования пресноводного зообентоса: учеб, пособие. Перм. гос. нац. исслед. уп-т. Пермь, 2018. 231 с.

### Статьи
1. Урожайность молоди промысловых рыб Северного Каспия // Рыбное хозяйство, М. 1966, № 4. С. 39-50.
2. Связь линейных размеров и веса личинок хирономид из низовий дельты и авандельты Волги // Труды ВНИРО. М. 1971. Т. 87 (7). С. 130—134.
3. Роль хирономид в питании сазана из низовий дельты Волги // Труды ВНИРО. М. 1972. Т. 90. С. 35-46.
4. Видовой состав хирономид дельты Волги // Гидробиологический журнал. 1973, Т. 9, № 3. С. 27-29.
5. Рост и продукция массовых видов хирономид (Diptera, Chironomidae) авандельты Волги // Зоологический журнал. 1974, Т. 53, вып. 5. С. 720—727.
6. Специфика фауны тундровых водоемов. Хирономиды./ соав. Е. В. Преснова // Сб. «Фауна и флора водоемов Европейского Севера». Л.: Наука.1978. С. 75-78.
7. Видовой состав личинок хирономид Воткинского водохранилища // Биологические ресурсы водоемов Западного Урала. Пермь, 1980. С. 42-46.
8. Распределение бентофауны в Камском водохранилище / соав. И. Ф. Губанова, Л. П. Слободчикова // Наземные и водные экосистемы. Горький, 1982. С.85-91.
9. Пространственное распределение и миграции личинок / соав. А. И. Баканов // Мотыль Choronomus plumosus L. (Diptera, Chironomidae): Систематика, морфология, экология, продукция. М., Наука, 1983. С. 189—200.
10. Размножение, развитие, жизненный цикл / соав. Н. Ю. Соколова // Мотыль Choronomus plumosus L. (Diptera, Chironomidae): Систематика, морфология, экология, продукция. М.: Наука, 1983. С.156-188.
11. Биология Воткинского водохранилища / Под ред. М. С. Алексевниной. Иркутск, 1988. 184 С.
12. Сезонная динамика развития и продукция (Chironomus plumosus L. Diptera. Ctironomidae) в водоемах Западного Урала // Вестник Пермского университета. 1995. Вып. 1: Биология. С. 127—131.
13. Изменение видового разнообразия донных сообществ водоемов бассейна Камы в условиях антропогенного влияния // Проблемы биологического разнообразия водных организмов Поволжья. Тольятти, 1997. С. 123—128.
14. Исследования по водной экологии за последние 30 лет // Вестник Пермского университета. 1997. Вып. 3: Биология. С. 111—116.
15. Фауна хирономид (Diptera, Chironomidae) реки Сылвы (бассейн Камы) / соав. А. С. Буйдов // Вестник Пермского университета. 1997. Вып. 3: Биология. С. 148—152.
16. Питание и пищевые потребности массовых видов личинок хирономид р. Сылвы // Вестник Пермского университета. — 2000. — Вып. 2: Биология. С. 278—283.
17. Фауна хирономид (Diptera,Chironomidae) малых рек Оханского района (бассейн Камы) / соав. А. С. Буйдов // Вестник Пермского университета. 2000. Вып. 2: Биология. С. 274—277.
18. Донная фауна малых рек г. Перми и оценка их экологического состояния / соав. А. М. Каган // Вестник Пермского университета. — 2001. Вып. 4: Биология. С. 158—167.
19. Любищев Александр Александрович (5 апр. 1890 — 31 авг. 1972) / соавтор К. Н. Бельтюкова // Профессора Пермского государственного университета конф. (1916—2001). Пермь, 2001. С. 79-80.
20. Состояние бентофауны Воткинского водохранилища в 2000—2003 гг. (после 40 лет с начала его заполнения) / соав. А. М. Каган // Вестник Пермского университета. 2004. Вып. 2: Биология. С. 78-81.
21. Изменения структуры донных сообществ рек Вильвы и Усьвы в условиях загрязнения шахтными водами / соав. И. В. Поздеев // Сборник научных трудов Пермского отд. ФГНУ «ГосНИОРХ». СПб., 2007. Т. 6. С. 106—114.
22. Структура донных сообществ реки Мулянки и оценка её экологического состояния / соав. Е. В. Преснова // Вестник Пермского университета. 2007. Вып. 5 (10): Биология. С. 142—147.
23. Биологическая вариативность и экология р. Кама / соав. Е. В. Преснова, Е. Б. Селеткова // Rivers of Europe. First Edition (Klement Tockner, Urs Uehlinger, and Christopher T. Robinson). Volga River Basin (Chapter 2) / 2.9. Major Tributaries of the Volga River. 2009. Р. 23-59.
24. Зооперифитон макрофитов Воткинского водохранилища / соав. Е. В. Преснова // Вестник Пермского университета. Сер.: Биология. 2013. Вып. 3. С. 34-42.
25. Изменение структуры бентоценозов Воткинского водохранилища за время его существования (1964—2014 гг.) /соав. Е. В. Преснова // Вестник Пермского университета. 2017. Вып. 3: Биология. С. 328—332.
26. Основные закономерности распределения хирономид в донных сообществах центрального района Воткинского водохранилища в многолетнем аспекте / соав. Е. В. Преснова // Вестник Пермского университета. Сер.: Биология. 2019. Вып. 3. С. 197—205.

## Награды и звания
- Ветеран труда.
- Почетная грамота Министерства образования РФ.
- Победитель областного конкурса «Экология. Человек года — 2001».